# Маркус Фозер
Маркус Фозер (народився 31 січня 1968 року) — ліхтенштейнський гірськолижник, який брав участь у Зимових Олімпійських іграх 1992 та 1994 років, Спортсмен року у Ліхтенштейні (1994).

## Спортивні виступи
Найвищим досягненням М.Фозера у його спортивній кар'єрі стала його єдина перемога на етапах Кубка світу у Валь-Гардені на швидкісному спуску у грудні 1993 року у складних погодних умовах, що постійно змінювалися. Це був перший Кубок світу зі швидкісного спуску у яких перемогу серед чоловіків отримав гірськолижник з Ліхтенштейну.. Лише через десятиліття — у лютому 2003 року на етапі в Гарніш-Партенкірхені на трасі супергігант переміг його співвітчизник Марко Бюхель.

### Участь в Олімпіадах
У лютому 1992 року він представляв свою країну на  зимовій Олімпіаді в Альбервілі, зайнявши 29-те загальне місце у  комбінації, а у  швидкісному спуску М.Фозер не закінчив дистанцію.
У 1994 році він також вдруге виступав за Ліхтенштейн на  Олімпійських іграх у Ліллехаммері, де зайняв в швидкісному спуску лише 39-е місце. Цього року М.Фозер був визнаний в Ліхтенштейні спортсменом року.

### Досягнення
Він двічі увійшов у десятку кращих на етапах Кубка світу із швидкісному спуску — сьоме місце в Аспені, штат Колорадо в березні 1994 року та четверте місце в 1995 році у Валь-Гардені на швидкісному спуску..
Брав участь у виступах до сезону 2006/2007 років.